# Player (band)
Player is een Amerikaanse rockband uit Los Angeles, Californië.
in de jaren 70, bestaande uit Peter Beckett (gitaar, zang), John Crowley (gitaar, zang), Wayne Cook (toetsen, zang), Ronn Moss (basgitaar, zang) en John Friesen (drums).
Ze oefenden eerst in de garage bij het huis van Ronn Moss (later Ridge Forrester in the Bold and the Beautiful). Ze kregen een platencontract bij RSO Records van Robert Stigwood in 1977.
Op 1 september 1977 kwam hun debuutalbum Player uit op RSO Records, geproduceerd door Dennis Lambert en Brian Potter.
De eerste eerste single van het album was "Baby Come Back", dat uitkwam in oktober van het zelfde jaar en hun grootste hit werd.
Het nummer werd geschreven door Peter Beckett en John Crowley en werd nummer 1-hit in de Billboard Hot 100 en in Canada. In Europa werd het alleen een kleine hit in Engeland en Nederland, in de Nederlandse Top 40 een 21ste plaats. De opvolger This Time I'm In It For Love kwam uit in maart 1978 en werd wederom een Top 10 hit in Amerika en haalde 12de plaats in Canada.
Eind 1977 ging Player voor het eerst op tournee als de openingsact van Boz Scaggs en Gino Vannelli. Later in 1978 gingen ze op tour met labelgenoot Eric Clapton, tijdens zijn Slow Hand Tour door Amerika.
Mede door de tour met Clapton veranderde de band van muzikale koers, iets wat goed te horen is op het tweede album 'Danger Zone' uit hetzelfde jaar. Ook verliet Wayne Cook de band in 1978, hij werd vervangen door Bob Carpenter.
Eind 1978 liepen de spanningen binnen de band zo hoog op dat het tot een uitbarsting kwam, gevolg : Beckett verliet de band en geen platenlabel meer.
Toen het voor de overgebleven drie leden niet lukte om een nieuw platencontract te tekenen, vertrok John Crowley naar zijn thuisstaat Texas, waarna Beckett terugkwam en zich hergroepeerde met Ronn Moss en John Friesen.
In 1980 verscheen 'Room With A View' bij Casablanca Records en in 1981 'Spies Of Life' (wederom geproduceerd door Dennis Lambert), onder het RCA label.
Toen in de loop van 1982 de band weer zonder platencontract zat, viel zij uit elkaar. Peter Beckett ging in 1989 spelen bij de Little River Band.
Ronn Moss verliet de band in 1981 om acteur te worden, hij kreeg in 1987 de rol van Ridge Forrester in de soapserie The Bold and the Beautiful.

## Discography

### Studioalbums
- Player (1977)
- Danger Zone (1978)
- Room with a View (1980)
- Spies of Life (1981)
- Electric Shadow (Japan) / Lost in Reality (US) (1995/1996)
- Too Many Reasons (2013)

### Compilation albums
- Baby Come Back (1978)
- Best of Player (1990)
- The Best of Player – Baby Come Back (1998)